# SOMEBODY TO BELIEVE
「SOMEBODY TO BELIEVE」（サムバディ・トゥ・ビリーブ）は、森下由実子の楽曲で、2枚目のシングル。
事実上のラストシングルで、表題曲は、同じビーイング系の近藤房之助が出演していた、TBS系『3丁目9番地』オープニングテーマ。

## 収録曲
- 全作詞：向井玲子　編曲：明石昌夫

1. SOMEBODY TO BELIEVE
作曲：川島だりあ
2. CALL MY NAME
作曲：大槻啓之
3. SOMEBODY TO BELIEVE<inst.>

## 参加ミュージシャン
- 増崎孝司（DIMENSION） - ギター
- 鈴木英俊 - ギター
- 明石昌夫 - ベース、プログラミング
- 鈴木康志 - ディレクター